# Lasiurus (botânica)
Lasiurus Boiss. é um género botânico pertencente à família Poaceae.